# Ráhel perbe száll Istennel
A Ráhel perbe száll Istennel (németül: Rahel rechtet mit Gott) Stefan Zweig novellája. Magyarul többek között a Huszadik századi dekameron című antológiában olvasható Góth Ferenc fordításában.

## Történet
|  | Alább a cselekmény részletei következnek! |

Isten haragra lobbant Jeruzsálem népe ellen, és haragjában nem hallgatja meg senkinek az imáját. Egészen amíg Ráhel, Izrael ősanyja, egyedül szembe nem áll vele, hogy a könyörületességet számon kérje Istenen. És ekkor, ezen ima idejére megáll az idő múlása, míg Ráhel elmeséli történetét Istennek.
|  | Itt a vége a cselekmény részletezésének! |

## Megjelenések

### német nyelven
1. Rahel rechtet mit Gott, Insel-Almanach auf das Jahr 1929, 112–131. o., Insel, Leipzig, 1928

### magyar nyelven
1. Ráhel perbe száll Istennel, Huszadik századi dekameron, Európa Könyvkiadó, 1968, ford.: Góth Ferenc
2. Ráhel perbe száll Istennel, A világirodalom legszebb elbeszélései  Az ókortól a XX. századig, Európa Könyvkiadó, 1988, ford.: Gottschlíg Ferenc[2]

## Külső hivatkozások
- Ráhel perbe száll Istennel (teljes szöveg, Gottschlig Ferenc fordítása)